# How Your Mother Met Me
How Your Mother Met Me (traducido en España como "Cómo me conoció vuestra madre") es el decimosexto episodio de la novena temporada de la serie de televisión de CBS How I Met Your Mother y el episodio 200 de la serie en general. Este sería el único episodio en el que se utilizó el título del episodio en lugar de la usual apertura que contó con el elenco y el título de la serie.
La trama se centra principalmente en el papel de Cristin Milioti como la madre, y cómo algunos de los eventos de su vida coinciden con los de Ted Mosby y el resto del grupo.
El episodio ha sido muy bien recibido por los espectadores y críticos, siendo elegido el mejor capítulo de la serie de acuerdo a la base de datos en línea IMDb.

## Reparto
| - Josh Radnor como Ted Mosby. - Jason Segel como Marshall Eriksen. - Cobie Smulders como Robin Scherbatsky. - Neil Patrick Harris como Barney Stinson. - Alyson Hannigan como Lily Aldrin. - Cristin Milioti como La Madre. - Bob Saget como Futuro Ted Mosby. (voz, no acreditado) | - Andrew Rannells - Darren - Ahna O'Reilly - Kelly - Adam Paul - Mitch; el hombre desnudo - Roger Bart - Curtis - Lou Ferrigno, Jr. - Louis - Rachel Bilson - Cindy - Meagan Tandy - Kelly - Robert Belushi - Linus - Enrique Iglesias - Gael novio argentino de Robin (3.ª Temporada) |

## Trama
En el pub MacLaren's en septiembre de 2005, una mujer pasa al lado de Ted y Barney cuando ellos se preparan para otra ronda de «Conoces a Ted?» Resulta que la mujer, Kelly, fue al pub MacLaren's equivocado y toma un taxi a otro MacLaren's en el lado este de la ciudad para unirse a La Madre (su compañera de habitación) en su 21 cumpleaños. Ella espera la llegada de su novio Max sólo para recibir una llamada informando de su muerte. Después del servicio fúnebre, regresa al apartamento para abrir el último regalo de Max a ella — un ukelele.
En el Día de San Patricio tres años más tarde, Kelly anima a La Madre y salir otra vez, llevándola al mismo bar donde Ted y Barney están celebrando. Las dos mujeres se topan con Mitch, su antiguo instructor de orquesta que entonces era un profesor de música en una escuela pública de Bronx. Inspirada en su obra, La Madre ofrece a Mitch su chelo y se dirigen hacia su apartamento para conseguirlo. Sin embargo, la madre prepara el violonchelo solo para ver a Mitch hacer «El hombre desnudo». Ella está disgustada por su movimiento, pero recuerda que dejó su paraguas amarillo en el bar y sale a buscarlo, dejando a Kelly (quien anteriormente había rechazado a Barney en el bar) para tener relaciones sexuales con Mitch. Ella aprende que una «persona muy desconsiderada» (Ted) se llevó el paraguas. La madre expresa su deseo de acabar con la pobreza tomando economía en la universidad.
En el otoño de 2009, La Madre se sienta su primera sesión en Economía 305 y conoce a Cindy, quien ofrece a mudarse con ella como su compañera de cuarto. Ellas ven a Ted entrar en el aula (después de lo cual La Madre se ríe de su chiste de «mariscos»), pero La Madre piensa que está en el aula equivocada cuando él anuncia su tema y se va. Ella se dirige al salón de nuve después de ver a Ted correr hacia su aula real. Unos meses más tarde, ella obtiene de nuevo su paraguas. Cindy le dice que ella rompió con el «profesor de arquitectura» porque el hombre escogió los artículos de La Madre y vio que eran más compatibles; la narración de Cindy inadvertidamente despierta su propia homosexualidad.
Algún tiempo después, un hombre llamado Darren acerca a la madre y se da la bienvenida a su banda — sin embargo, Darren gradualmente la asume y hace que La Madre lleve el equipo de la banda. La Madre conoce a Louis y él le ayuda con el equipo, pero más tarde en el pub MacLaren's (que Louis pensó que se llamaba «Puzzles»), ella le dice que aún no está lista para salir en citas a causa de su pérdida. Louis le pide que le llame si cambia de opinión y sale solo antes de Ted aparece a Barney y Lily en un vestido verde. Empiezan a salir no mucho después, pero no son realmente una pareja perfecta (por ejemplo, Louis no encuentra divertido que La Madre haga a su muffin inglés cantar canciones). La banda de La Madre es eventualmente reservada para la boda de Robin y Barney; ella se queda en casa de verano de Louis no lejos del Farhampton Inn.
En un flashforward a la víspera de la boda, La Madre descubre el anuncio de Darren para un bajista de reemplazo y se dirige hasta la posada a enfrentarse a él, eventualmente recogiendo a Marshall y a Marvin en el camino. Después de ver a Darren tener su merecido, regresa a la casa de Louis, donde él le propone matrimonio, pero se va fuera a pensar en ello. Ella comienza a hablar con Max y le pide permiso para seguir adelante con su vida. Interpretando una ráfaga de viento como la respuesta de Max, La Madre le ofrece un último adiós y rechaza la propuesta de Louis, para luego registrarse en el Farhampton Inn. En el balcón de su habitación, ella toca el ukelele y canta «La vie en rose». Ted la oye al lado (con Futuro Ted diciendo que era la primera y más favorita vez que oyó cantar esa canción a su futura esposa) y va a contárselo a Barney, sólo para descubrir que ha desaparecido.

## Producción
En entrevistas antes de que salió al aire, Carter Bays declaró que el episodio es «un pequeño recorrido divertido a través de la serie desde la perspectiva de alguien fuera del grupo». Asimismo, añadió que utilizaron algunos «trucos divertidos» para incorporar escenas del piloto y otros episodios pasados. A diferencia del episodio 100, que Bays dijo era más de una celebración del reparto, afirmó que el episodio 200 era «un tipo diferente de historia ... pero se sentía como el que hay que hacer en términos de la historia más grande del show».
Hubo algunos errores en el episodio; por ejemplo, la escena del Día de San Patricio se dice que tiene lugar en abril. Carter Bays dijo que éstos se arreglarían para futuras transmisiones del episodio.

## Música
- «La vie en rose»[5][6]

## Blog de Barney
Barney hace un listado de frases para ligar durante las fiestas.